# District de Luxeuil
Le district de Luxeuil est une ancienne division territoriale française du département de la Haute-Saône de 1790 à 1795.
Il était composé des cantons de Luxeuil, Conflans, Faucogney, Fougerolle, Quert, Saint Loup, Saulx et Vauvillers.